# Emanuel Berg
Boaz Emanuel Berg (* 28. Dezember 1981 in Skövde) ist ein schwedischer Schachspieler.

## Leben
Seit 2004 ist er Schachgroßmeister. Im Juli 2007 kam er beim Politiken Cup in Helsingør auf den geteilten ersten Platz und gewann als bester Skandinavier die Nordische Meisterschaft. Bei der schwedischen Landesmeisterschaft im Juli 2008 in Växjö teilte er mit Tiger Hillarp Persson den Turniersieg. Bei der Landesmeisterschaft 2009 in Kungsör gewann er mit 9,5 Punkten aus 13 Partien überlegen den Titel.
Im Januar 2015 liegt er auf Platz 3 der schwedischen Rangliste. Im Gegensatz zu Ulf Andersson, dem langjährigen Spitzenspieler Schwedens, gilt Berg als Angriffsspieler. Er ist ein Experte der Najdorf-Variante, über die er auch in New In Chess publiziert hat.
Berg ist zweifacher Vater.

## Mannschaftsschach

### Nationalmannschaft
Berg hat von 2002 bis 2014 an allen sieben Schacholympiaden teilgenommen, dabei erzielte er 34,5 Punkte aus 66 Partien. Außerdem nahm Berg 1999, 2005, 2007, 2013 und 2015 mit der schwedischen Mannschaft an der Mannschaftseuropameisterschaft teil.

### Vereine
In der schwedischen Elitserien spielte Berg in der Saison 1998/99 und von 2003 bis 2009 beim Sollentuna SK, von 1999 bis 2003 beim Lunds ASK, von 2011 bis 2018 beim Team Viking, seit 2018 spielt er für den Wasa SK. Er wurde 1999, 2006, 2007, 2012, 2015 und 2017 schwedischer Mannschaftsmeister.
In der deutschen Schachbundesliga spielte Berg in der Saison 1999/2000 beim PSV Duisburg, in der Saison 2000/01 bei den SF Baiertal-Schatthausen, von 2001 bis 2004 beim Hamburger SK und in den Saisons 2011/12 und 2014/15 bei Hansa Dortmund.
In der dänischen Skakligaen (bis 2004 1. Division) spielte Berg von 2002 bis 2009 beim Helsinge Skakklub und wurde mit diesem 2003, 2004, 2005, 2006, 2007, 2008 und 2009 dänischer Mannschaftsmeister. In der Saison 2015/16 spielte er für den Charlottenlunder Verein Philidor und wurde mit diesem Meister.
In der norwegischen Eliteserien spielt Berg seit 2009 bei der Oslo Schakselskap und wurde mit dieser 2010, 2011, 2012, 2013, 2014 und 2015 norwegischer Mannschaftsmeister.
In der britischen Four Nations Chess League spielte Berg in der Saison 2010/11 für Wood Green Hilsmark Kingfisher, in der spanischen Mannschaftsmeisterschaft 2009 für CA Solvay Torrelavega.
Berg nahm viermal am European Club Cup teil, und zwar 2006 und 2007 mit dem Sollentuna SK, 2010 und 2011 mit der Oslo Schakselskap.